# Fort Edward (Nouvelle-Écosse)
Pour les articles homonymes, voir Fort Edward.

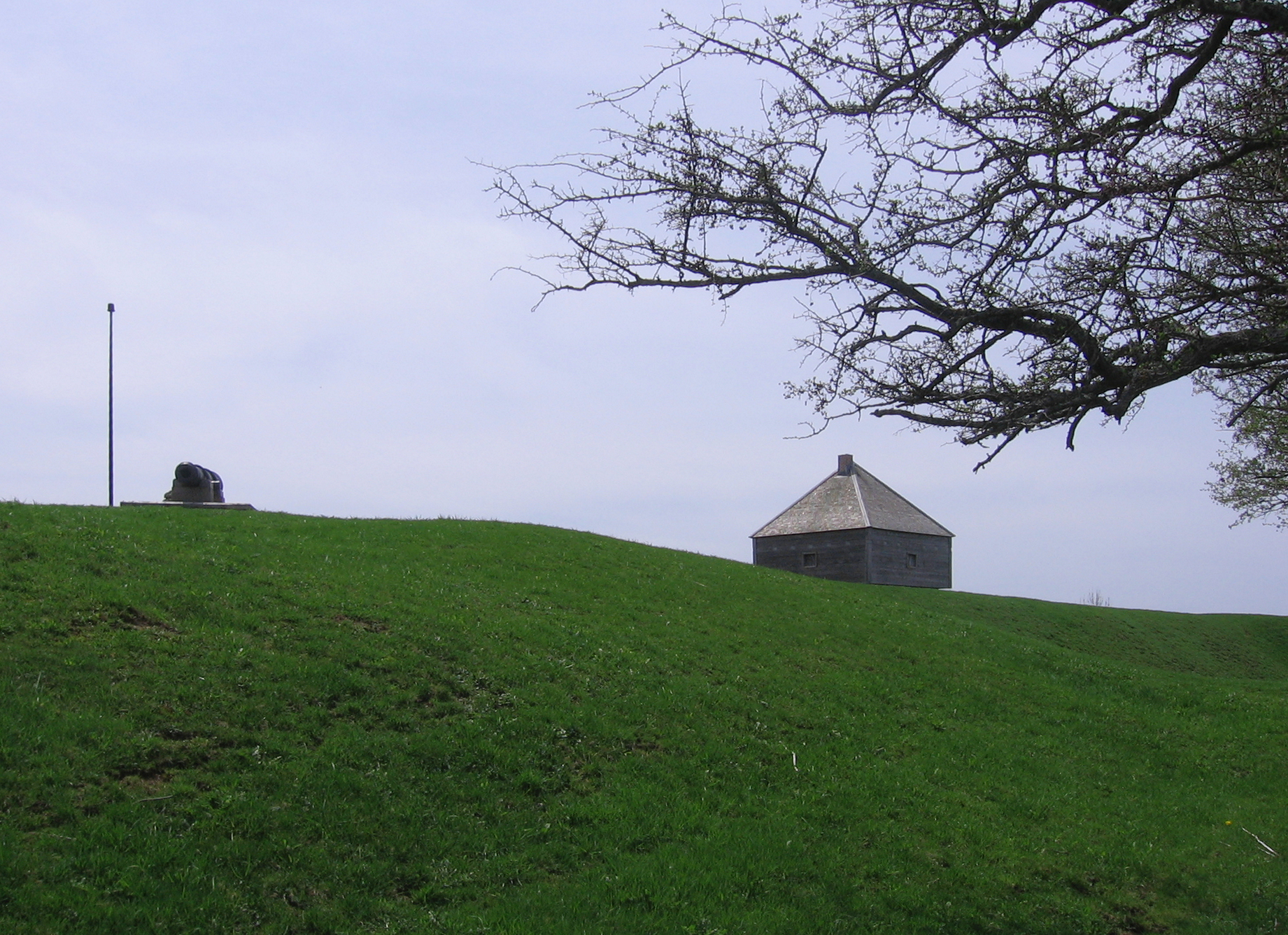
Fort Edward

Fort Edward est un site historique national du Canada situé à Windsor, en Nouvelle-Écosse. L'élément le plus notable du fort est un blockhaus, qui, à part les fortifications en terre, est tout ce qui reste d'une plus grande structure érigée en 1750 par le Major Charles Lawrence, les quartiers des officiers et les baraques ayant brûlé. Le blockhaus est le plus vieux de son genre au Canada. 
Fort Edward joua un rôle important dans la déportation des Acadiens en 1755. C'est de là que furent dirigées les opérations de délogement des colons acadiens de la vallée de la rivière Annapolis. Le fort ne fut jamais attaqué.
La Foire agricole de Windsor eut lieu pour la première fois sur le terrain du fort en 1765. Une foire annuelle d'automne se tient toujours près de là, étant la plus vieille foire agricole d'Amérique du Nord encore existante (depuis 1815). L'héroïne jacobite Flora Macdonald passa l'hiver 1778 - 1779 au fort en compagnie de son mari, Alan Macdonald, avant de retourner seule en Écosse. Le fort Edward fit partie des défenses britanniques en Nouvelle-Écosse jusqu'en 1850. Lors de la Première Guerre mondiale, il fut utilisé comme base d'entraînement pour les soldats canadiens et britanniques. Le site devint connu sous le nom officieux de « Camp Fort Edward » pour la durée de la guerre. Parmi les recrues étant passées par le camp se trouvait l'infortuné réalisateur Hollywoodien William Desmond Taylor.